# Peyrins
Peyrins település Franciaországban, Drôme megyében. Lakosainak száma 2630 fő (2022. január 1.). Peyrins Arthémonay, Génissieux, Geyssans, Margès, Mours-Saint-Eusèbe, Romans-sur-Isère, Saint-Bardoux és Saint-Donat-sur-l’Herbasse községekkel határos.

## Népesség
A település népességének változása:
| Lakosok száma | 1302 | 1882 | 2055 | 2468 | 2581 | 2708 | 2751 | 2629 | 2644 | 2630 |
|               | 1968 | 1982 | 1990 | 2006 | 2013 | 2015 | 2017 | 2019 | 2020 | 2022 |